# Amiskwia
Genre
Espèce
Amiskwia est un genre éteint de petits animaux fossiles et probablement gélatineux retrouvé dans les schistes de Burgess en Colombie-Britannique et daté du Cambrien moyen, il y a environ 505 Ma (millions d'années).

## Description
La conservation des cinq spécimens est mauvaise. L'animal mesure jusqu'à 3 cm de long et sa tête comporte deux courts tentacules. Son corps, non-segmenté, possède deux nageoires latérales petites et trapues, et une queue aplatie. L'intestin part de la tête et se rend presque directement à la queue.

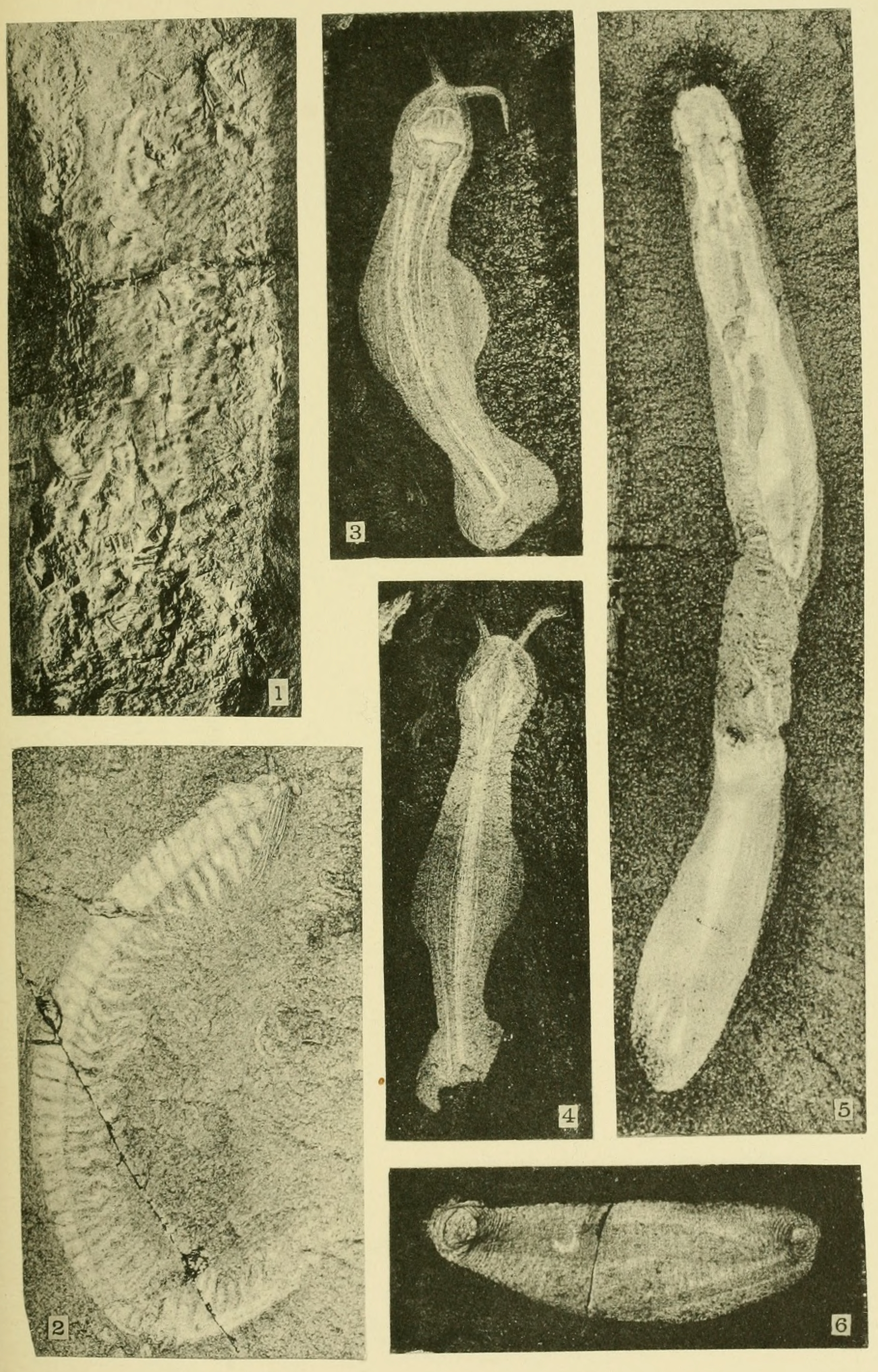
Fossiles des schistes de Burgess dont Amiskwia sagittiformis en n° 3 et 4.

Charles Doolittle Walcott fut le premier à classifier Amiskwia dans les années 1910. Ayant cru déceler trois épines buccales sur les fossiles, il classa l'animal parmi les vers chétognathes. Cependant, puisque l'animal ne possède pas, en fin de compte, ces épines préhensiles et les dents des autres vers de cette famille, retrouvée dans les schistes de Burgess, les scientifiques qui l'étudièrent dans les années 1960 après lui suggérèrent plutôt qu'il était un némertien. Simon Conway Morris, qui a réétudié la faune des schistes de Burgess dans les années 1970, l'a plutôt classé comme étant la seule espèce connue d'un embranchement autrement inconnu.
Amiskwia est un animal rare dans les formations de Burgess, ce qui, avec ses organes visiblement adaptés à la nage, suggère que l'animal nageait librement et s'est retrouvé accidentellement pris dans les mouvements de sédiments qui ont formé les dépôts de Burgess. La seule espèce connue est Amiskwia sagittiformis.